# Lancia Veicoli Industriali

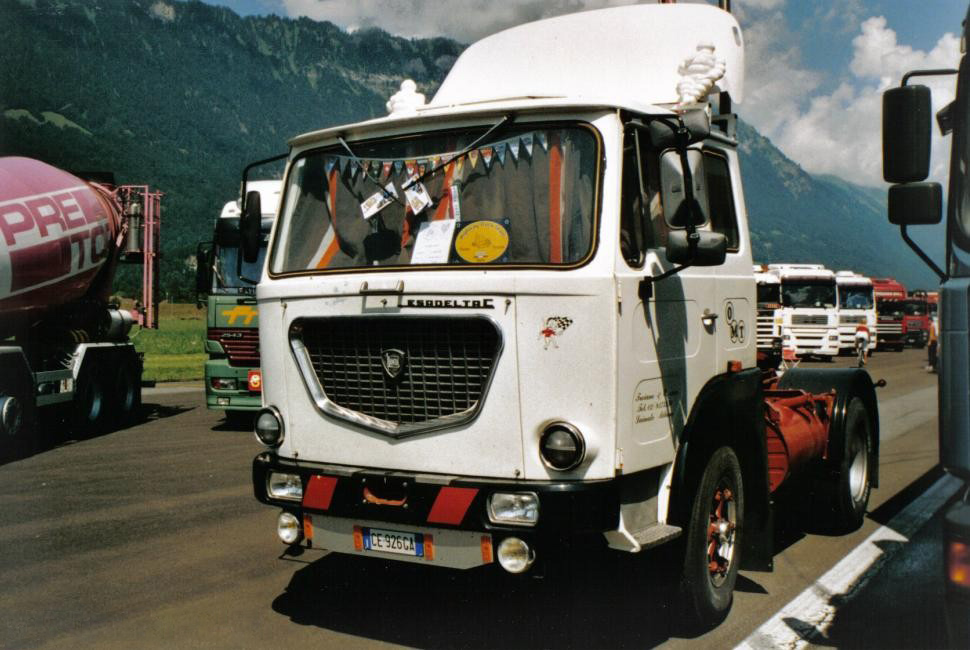
Lancia Esadelta C

Lancia Veicoli Industriali es una división de la marca de automóviles italiana Lancia encargada de la fabricación de vehículos comerciales e industriales, fundada en 1912 durante el periodo previo a la Primera Guerra Mundial. Fue absorbida por el Grupo Fiat en 1969 junto a la división de automóviles de turismo. En 1970 cambia el nombre a Lancia Veicoli Speciali ofreciendo vehículos complementarios a Iveco.

## Historia

### Vehículos industriales (1912-1915)

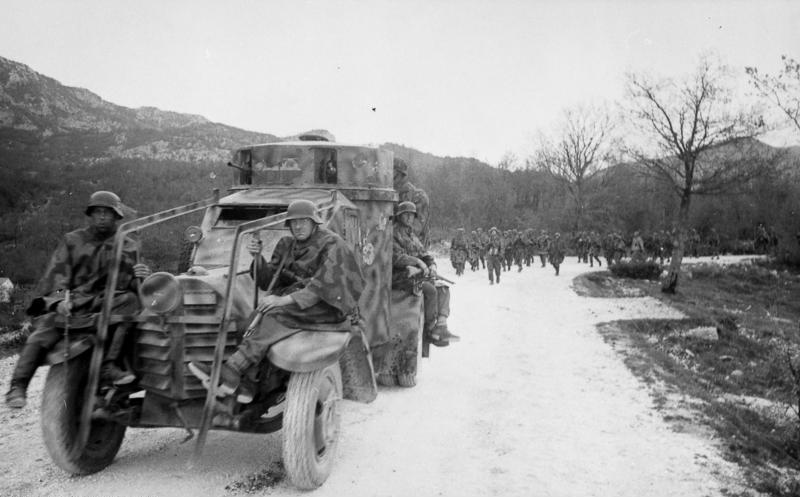
Lancia IZ

A partir de 1912 Lancia construye el primer vehículo militar de su historia, el IZ utilizado por el ejército italiano durante el desarrollo de la Guerra ítalo-turca. Con el inicio de la Primera Guerra Mundial, Lancia es declarada establecimiento auxiliar, dedicando toda la energía de producción a la fabricación de vehículos de guerra para la nación, teniendo que dejar de lado por el momento los planes de producción y comercialización de modelos en su división de automóviles de turismo, en especial el Lancia Theta.
Después de abastecer al ejército del modelo IZ, Lancia V.I. desarrolla dos nuevos modelos derivados en 1915, el Jota y el Diota, con motores iguales de 4 cilindros en V y 4.942 cc de cilindrada, pero con diferentes distancias entre ejes en el chasis. En total se fabricaron 91 ejemplares del IZ, 1517 del Jota y 168 del Diota.
Modelos fabricados:
- IZ: 91 ejemplares
- Jota: 1517 ejemplares
- Diota: 168 ejemplares

### Vehículos industriales (1921-1947)

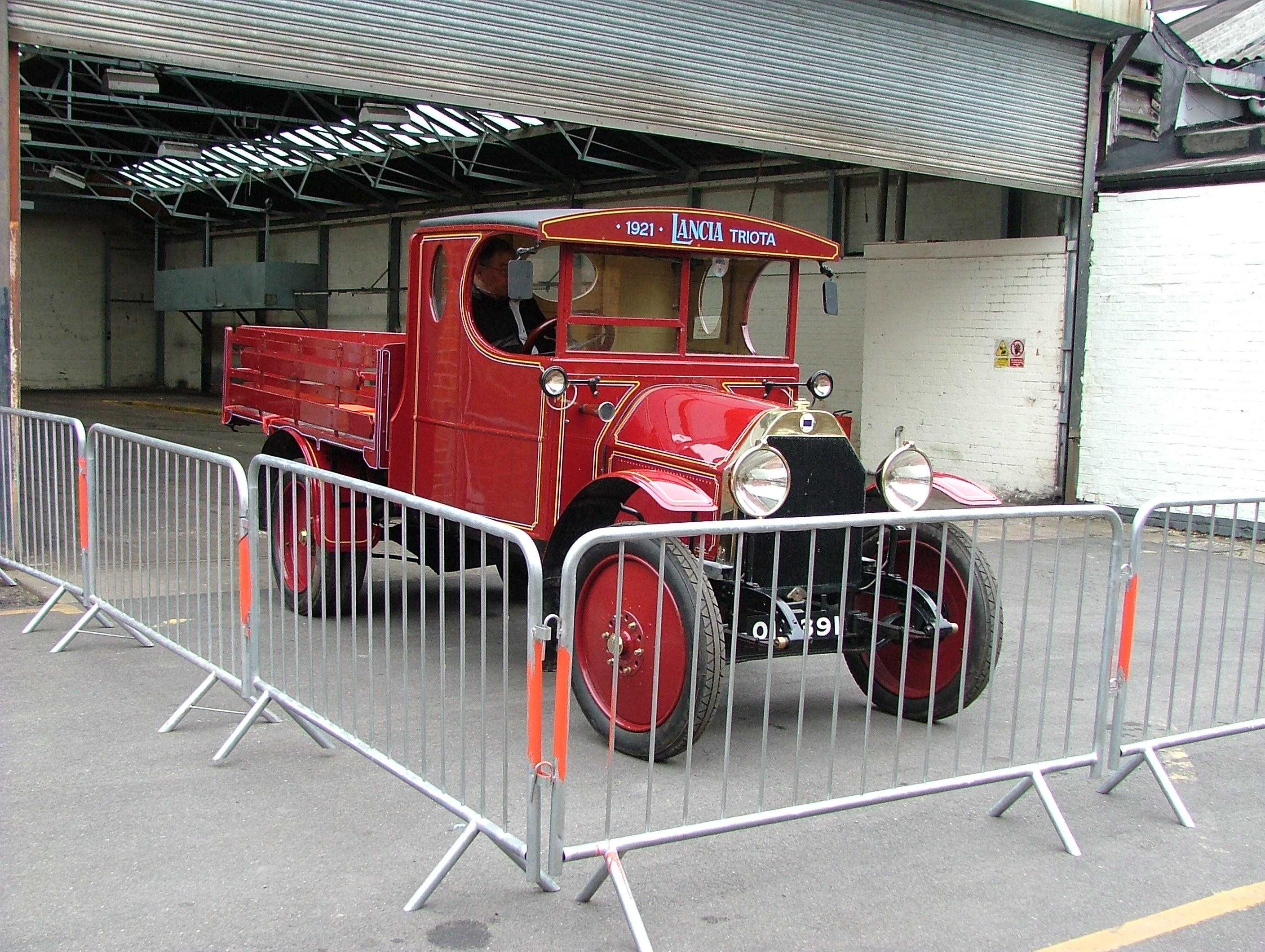
Lancia Trijota.

Una vez finalizada la Primera Guerra Mundial, el mercado de vehículos industriales no era especialmente activo, mientras que el mercado de transporte por carretera en masa todavía estaba por venir. Sin embargo, y a pesar de las dificultades, Lancia V.I. lanza en 1921 dos nuevos modelos, el Tetrajota y el Triota, construidos exclusivamente como base (chasis y conjunto trasmisión motor) para camiones y autobuses. Opcionalmente el Trijota podía venir carrozado por Lancia. Ambos vehículos montaban el motor de 4 cilindros de 4,9 litros de cilindrada ya visto en el IZ. El Trijota dejaría de fabricarse un año después (1922) mientras que el Tetrajota continuaría su producción hasta 1928, especialmente destinada al ensamblaje de autobuses.
En 1924, la Lancia presenta un nuevo modelo, el Pentajota, que funcionaba con el probado motor de 4,9 litros mejorado para desarrollar 70 caballos de fuerza, suficiente para alcanzar una velocidad máxima de 55-60 km / h. El Pentajota utilizaba el cambio y puente alargado del Tetrajota. Gracias a la gran distancia entre ejes, el Pentajota fue utilizado, entre otras formas, como camión de carga, hecho que le otorgó el sobrenombre de "el gigante de la calle". El Pentajota fue construido desde 1924 hasta 1929 y se comercializaron más de 2.000 ejemplares.

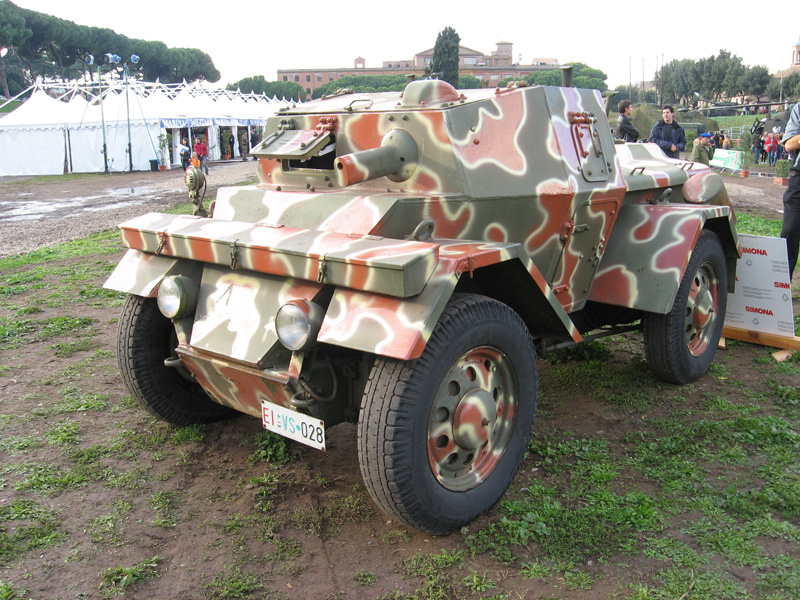
Lancia Lince.

Poco después del Pentajota, Lancia Lanzaría al mercado el Eptajota caracterizado por la adopción de rieles en el marco del chasis. Se fabricaron cerca de 2.000 ejemplares desde 1927 hasta 1934, pero debido a su alto peso, los límites de potencia del motor de 4 cilindros en V de 4,9 litros comenzaron a ser evidentes. El Eptajota fue utilizado principalmente como camión de transporte industrial para materiales pesados.
En 1927 Lancia decidió diseñar un chasis totalmente nuevo, moderno, ideal para carrocerías de tipo autobús urbanos y suburbanos; así nace el modelo Omicron, equipado con un nuevo motor de 6 cilindros en línea y 7.069 cm³ (100 mm de diámetro y 150 mm de carrera) capaz de generar casi 92 HP de potencia a 1.600 rpm. La principal característica de este modelo era la colocación del puente central de lado para reducir lo más posible la altura del pasillo central del vehículo.
El Omicron se construyó en versiones de corta distancia entre ejes (512,5 cm) y distancia entre ejes larga (592 cm). En 1929, después de los primeros doscientos ejemplares, el sistema de frenado se completó con un servofreno de vacío (tipo Dewandre) para reducir la tensión aplicada al pedal. A pesar de un consumo muy alto, el Omicron tuvo bastante éxito (601 ejemplares desde 1927 hasta 1936), en gran parte debido a la bien merecida reputación de vehículo fiable. La calidad del Omicron también conquistó los mercados extranjeros, así por ejemplo, algunos modelos equipados para transporte de personas, fueron utilizadas para un servicio regular de traslado a través del Sáhara entre Argelia y Malí.

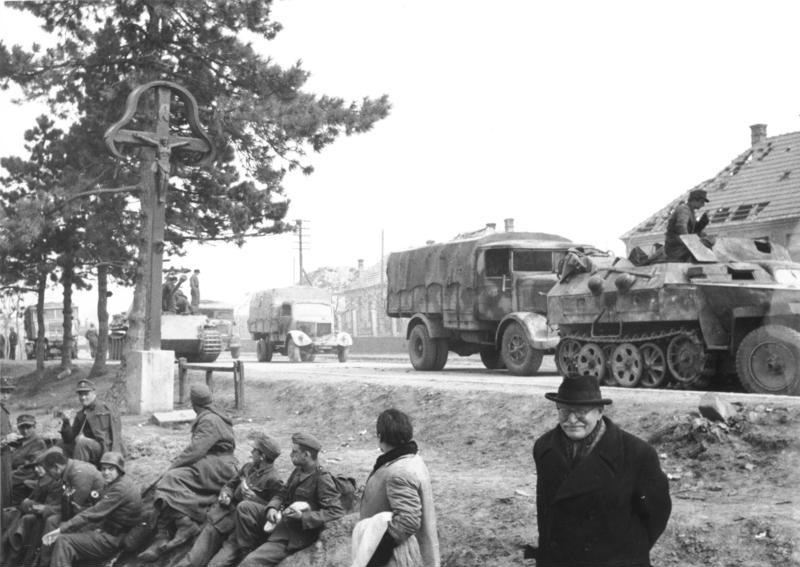
De derecha a izquierda: Semioruga SdKfz-250 APC y Lancia 3Ro.

A comienzos de la década de 1930, Vincenzo Lancia compró la licencia de fabricación de los motores diésel fabricados en Alemania por la empresa Junkers. Era un motor de dos tiempos, con dos pistones de oposición por cilindro, con la carrera de dos tamaños diferentes (150 mm uno y 100 mm en otro), con una cilindrada de 3.181 cm³ y una potencia de 64 HP a 1.500 rpm. Del motor Junkers también existía una segunda versión, con tres cilindros, 4.771 cm³, 95 HP. El camión equipado con el motor de dos cilindros fue llamado "Ro" y fue producido desde 1932 hasta 1938 en cuatro versiones, entre ellas dos militares. En 1935 se hizo un especial militar del "Ro" con el motor clásico (4 cilindros, 4 tiempos) de 5.126 cm³, 65 CV, que fue capaz de soportar su uso en lugares tan exigentes como Etiopía.
En 1935, al "Ro" se une el modelo "Ro-Ro", en el que se montó un motor Junkers de 3 cilindros y 4.771 cm³ de cilindrada. Otra variante para uso civil y militar denominada "3Ro" fue presentada en 1938 en el marco del inicio de la Segunda Guerra Mundial. El "3Ro" estaba equipado con motor de 5 cilindros y 6.871 cm³ de 93 HP de potencia, el mismo motor adoptado por algunos modelos recientes como el Omicron. El "3.º" se fabricó hasta 1947 con una producción total de casi 12.700 ejemplares, incluidos los vehículos militares y vehículos de uso civil.
Modelos fabricados:
| - Jota: 598 ejemplares - Diota: 170 ejemplares - Triota: 256 ejemplares - Tetrajota: 417 ejemplares | - Pentajota: 2033 ejemplares - Esajota: 13 ejemplares - Eptajota: 1985 ejemplares - Omicron: 601 ejemplares | - Ro (Diésel): 843 ejemplares - Ro (Gasolina): 576 ejemplares - Ro-Ro: 301 ejemplares - 3Ro: 12.191 ejemplares | - Ardea/furgoncino: 56 ejemplares - E290 Veicolo elettrico: 61 ejemplares - EsaRo: 2001 ejemplares - Lince: 250 ejemplares |

### Vehículos industriales (1950-presente)

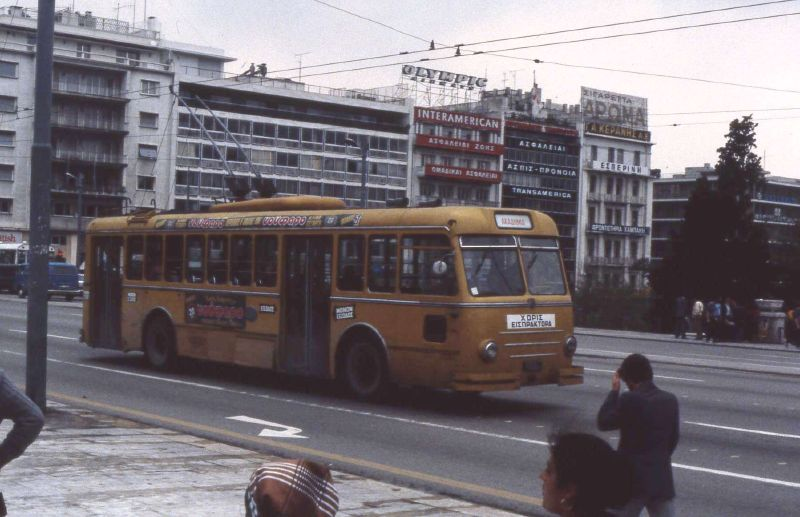
Lancia Esatau Casaro CGE.

Después de finalizada la Segunda Guerra Mundial, Lancia fabricó los siguientes vehículos industriales por orden de aparición:
- Esatau: 1950-1963 - 13.362 ejemplares
- Beta: 1950-1961 - 2.351 ejemplares
- Esadelta A: 1959-1963 - 7.053 ejemplares
- Lancia Esadelta B & Esadelta C: 1963-1970
- Esagamma: 1962-1970 - 6.648 ejemplares

En 1955 la marca Lancia es adquirida por la familia Pasenti (propietarios también de Italcementi).
En los años sucesivos, Lancia desarrolla la producción de autobuses, microbuses y renueva su línea de camiones, como los Esatau y Esagamma, competidores de los modelos industriales de Fiat V.I. y Officine Meccaniche.
La producción de vehículos Industriales propios de Lancia como el esagamma terminó en 1971, después de la integración de la marca dentro del grupo Fiat, pero continuó la producción de vehículos especiales 4x4, autobuses y transporte en general dirigidos a sectores no ocupados por Fiat, como el Lancia Casaro CGE. Actualmente esta división de Lancia se ocupa de la fabricación de vehículos antiincendios de bomberos para Iveco bajo la marca Magirus.